# US Open Series

Logo der US Open Series

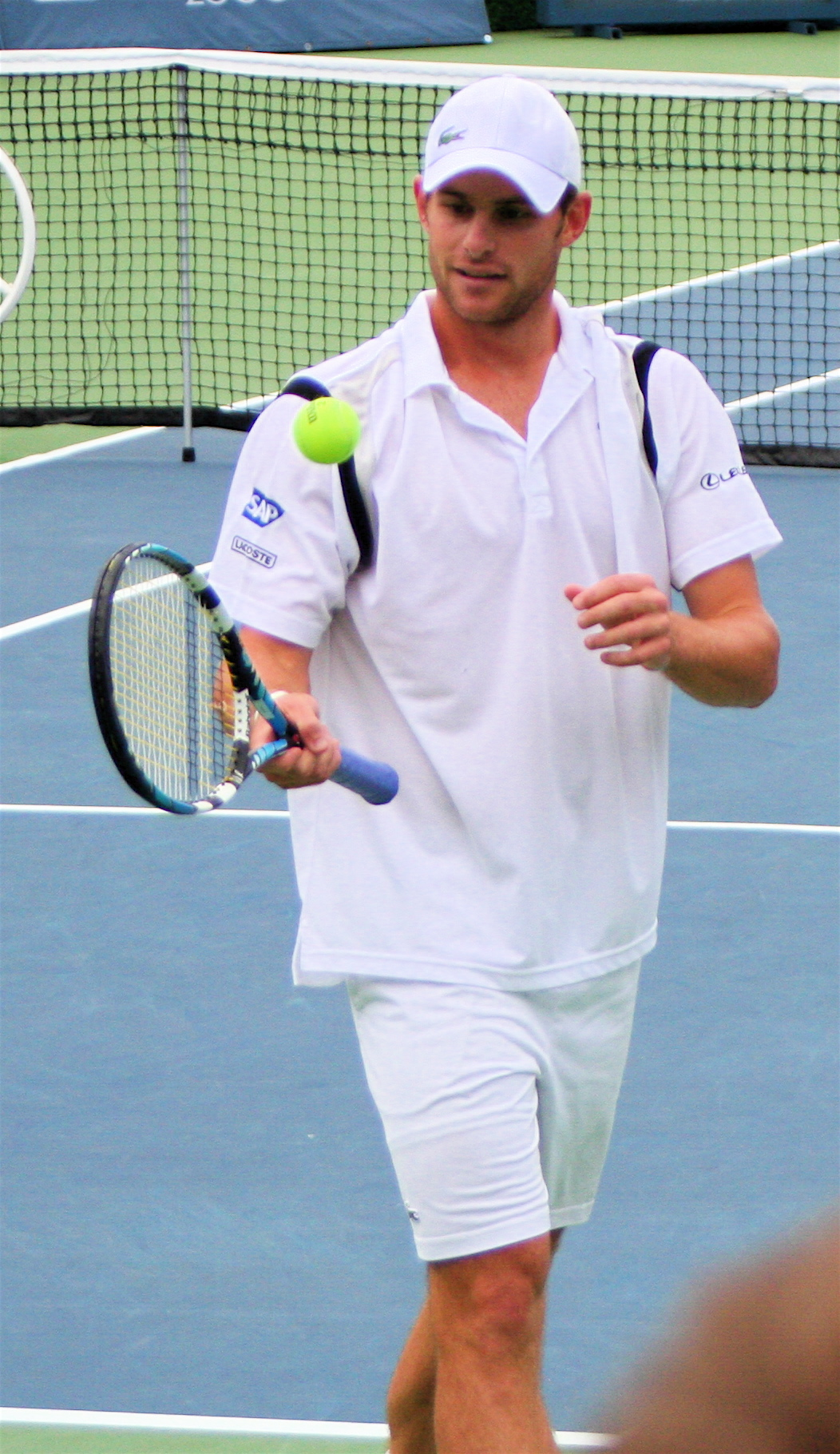
Bei den Herren ist Andy Roddick mit zwei Erfolgen einer der drei Rekordsieger der US Open Series

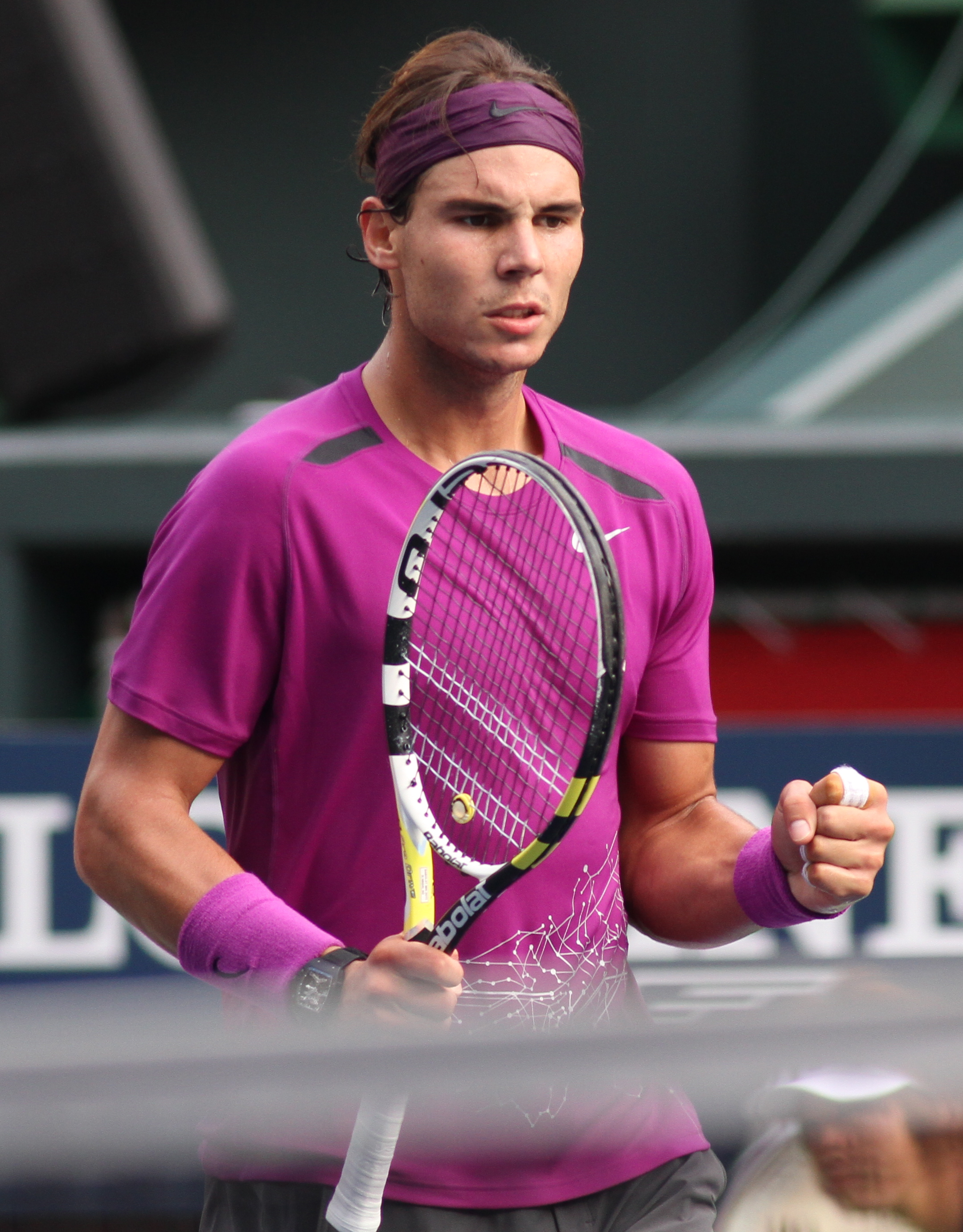
Rafael Nadal ist mit zwei Erfolgen ebenfalls Rekordsieger.

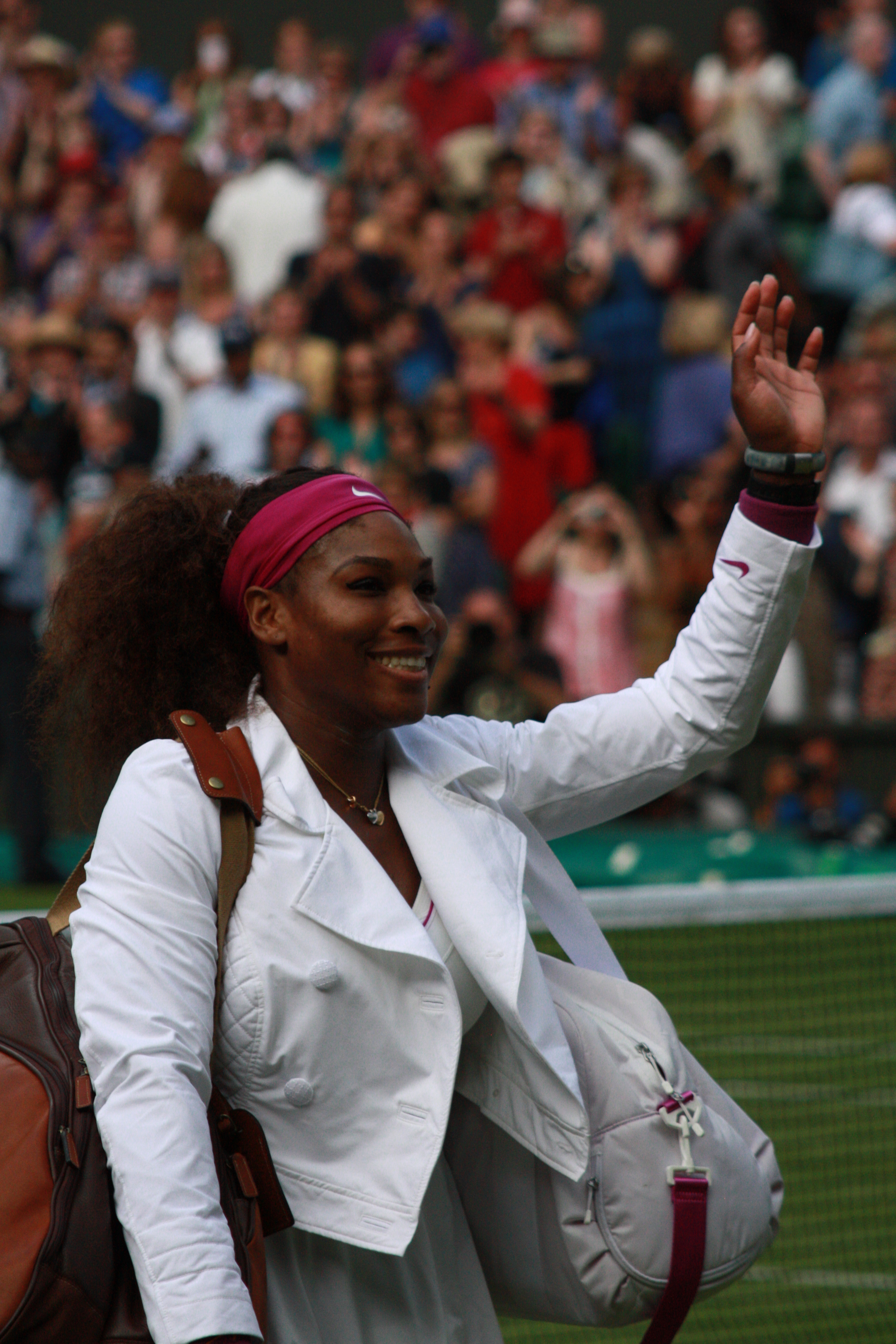
Bei den Damen ist Serena Williams mit drei Erfolgen die alleinige Rekordsiegerin.

Die US Open Series war eine Serie von Turnieren der ATP und WTA Tour, die sich auf die fünf Wochen vor den US Open erstreckte. Als Vorbereitung auf das Grand-Slam-Turnier in New York wurden alle Turniere auf ähnlichen Belägen wie in Flushing Meadows ausgetragen. Daher wurde diese Serie auch als Nordamerikanische Hartplatzsaison bezeichnet. Sie wurde 2004 ins Leben gerufen, um den kleineren amerikanischen Turnieren eine größere Fernsehpräsenz zu verschaffen. 2023 wurde die Serie eingestellt, zu der im letzten Jahr sechs Turniere gehörten.
Die Spieler konnten im Verlauf der Serie Punkte sammeln, die später entsprechend ihrem Abschneiden bei den US Open zu einer höheren Preisgeldausschüttung führten. 2005 gewann Kim Clijsters durch ihren Sieg sowohl in der Serie als auch in Flushing Meadows insgesamt 2,2 Mio. US-Dollar Preisgeld, die bis dahin höchste Summe im Damensport. Roger Federer gewann zwei Jahre später, ebenfalls durch diesen Doppelerfolg, bei den US Open insgesamt 2,4 Mio. US-Dollar. Serena Williams und Rafael Nadal stellten im Jahr 2013 durch Gewinn der US Open Series und der anschließenden US Open mit einem Preisgeld von jeweils 3,6 Mio. US-Dollar einen neuen Preisgeldrekord im professionellen Tennis auf. Dies gelang Williams auch im Folgejahr, womit sie mit 4 Mio. Dollar Preisgeld den Rekord nochmal erhöhte.
Ab 2017 wurde kein Bonus-Preisgeld bei der US Open Series ausgeschüttet.

## Turnierplan 2023
| Woche      | Herren                                 | Damen                         |
| ---------- | -------------------------------------- | ----------------------------- |
| 17. Juli   | Infosys Hall of Fame Open ATP Tour 250 |                               |
| 24. Juli   | Atlanta Open ATP Tour 250              |                               |
| 31. Juli   | Mubadala Citi DC Open ATP Tour 500     | Mubadala Citi DC Open WTA 500 |
| 20. August | Winston Salem Open ATP Tour 250        | Tennis in the Land WTA 250    |
| 28. August | US Open                                | US Open                       |

## Punktevergabe

### 2008–2016
Bis 2016 wurden die Punkte nach folgendem Schlüssel vergeben:
| Ergebnis      | ATP Masters 1000 WTA Premier | ATP World Tour 250/500 WTA Premier |
| ------------- | ---------------------------- | ---------------------------------- |
| Turniersieg   | 100                          | 70                                 |
| Finale        | 70                           | 45                                 |
| Halbfinale    | 45                           | 25                                 |
| Viertelfinale | 25                           | 15                                 |
| Achtelfinale  | 15                           | 0                                  |

Dabei mussten Spieler seit 2006 in mindestens zwei Turnieren der US Open Series Punkte erzielen, um für einen Top-3-Platz in der Gesamtwertung der Serie gewertet zu werden.
Seit der Saison 2014 wurden alle Punkte eines Spielers verdoppelt, sobald er bei mindestens drei Turnieren der Serie Punkte erzielt hatte.
Im Falle von Punktgleichheit zweier Spieler unter den Top-3 wurde die Platzierung nach folgenden Kriterien ermittelt (wobei zum nächsten Punkt nur dann fortgeschritten wurde, wenn nach dem vorherigen Kriterium immer noch Gleichheit zwischen den Spielern herrschte):
- 1. Direkter Vergleich (nach Matches) der Spieler bei Turnieren der US Open Series des jeweiligen Jahres;
- 2. Höhere Anzahl an Matchgewinnen bei Turnieren der US Open Series des jeweiligen Jahres;
- 3. Höhere Anzahl an gewonnenen Sätzen bei Turnieren der US Open Series des jeweiligen Jahres;
- 4. Höhere Anzahl an gewonnenen Spielen bei Turnieren der US Open Series des jeweiligen Jahres;
- 5. Münzwurf.

Lagen mehr als zwei Spieler gleichauf, wurde der bestplatzierte Spieler dieser Gruppe zunächst nach Kriterien 2–5 ermittelt; anschließend wurde der zweitplatzierte ebenfalls nach diesen Kriterien ermittelt usw. Verblieben nur noch zwei Spieler in der Gruppe, wurde der Gleichstand zwischen diesen nach den Kriterien 1–5 aufgelöst.

### 2006–2007
| Ergebnis      | ATP Masters Series WTA Tier I | ATP International Series WTA Tier II |
| ------------- | ----------------------------- | ------------------------------------ |
| Turniersieg   | 100                           | 50                                   |
| Finale        | 70                            | 35                                   |
| Halbfinale    | 45                            | 22                                   |
| Viertelfinale | 25                            | 12                                   |
| Achtelfinale  | 15                            | 0                                    |

### 2004–2005
| Ergebnis      | ATP Masters Series WTA Tier I | WTA Tier II | ATP International Series (600.000 $) | ATP International Series (380–400.000 $) |
| ------------- | ----------------------------- | ----------- | ------------------------------------ | ---------------------------------------- |
| Turniersieg   | 100                           | 50          | 40                                   | 35                                       |
| Finale        | 70                            | 35          | 28                                   | 24                                       |
| Halbfinale    | 45                            | 22          | 18                                   | 15                                       |
| Viertelfinale | 25                            | 12          | 10                                   | 8                                        |
| Achtelfinale  | 15                            | 0           | 0                                    | 0                                        |

## Gesamtstände und Ergebnis bei den US Open
| Jahr    | Spieler                  | Punkte            | US Open           |
| ------- | ------------------------ | ----------------- | ----------------- |
| 2004    | 1. Lleyton Hewitt 1      | 155               | F                 |
| 2004    | 2. Andy Roddick          | 155               | VF                |
| 2004    | 3. Andre Agassi          | 123               | VF                |
| 2005    | 1. Andy Roddick          | 120               | 1R                |
| 2005    | 2. Andre Agassi          | 105               | F                 |
| 2005    | 3. Rafael Nadal 2        | 100               | 3R                |
| 2006    | 1. Andy Roddick (2)      | 147               | F                 |
| 2006    | 2. Fernando González     | 124               | 3R                |
| 2006    | 3. Andy Murray           | 105               | AF                |
| 2007    | 1. Roger Federer         | 170               | S                 |
| 2007    | 2. James Blake           | 167               | AF                |
| 2007    | 3. Andy Roddick          | 112               | VF                |
| 2008    | 1. Rafael Nadal 4        | 145               | HF                |
| 2008    | 2. Andy Murray           | 145               | F                 |
| 2008    | 3. Juan Martín del Potro | 140               | VF                |
| 2009    | 1. Sam Querrey           | 175               | 3R                |
| 2009    | 2. Andy Murray           | 145               | AF                |
| 2009    | 3. Juan Martín del Potro | 140               | S                 |
| 2010    | 1. Andy Murray 6         | 170               | 3R                |
| 2010    | 2. Roger Federer         | 170               | HF                |
| 2010    | 3. Mardy Fish            | 140               | AF                |
| 2011    | 1. Mardy Fish            | 230               | AF                |
| 2011    | 2. Novak Đoković         | 170               | S                 |
| 2011    | 3. John Isner            | 140               | VF                |
| 2012    | 1. Novak Đoković         | 170               | F                 |
| 2012    | 2. John Isner            | 140               | 3R                |
| 2012    | 3. Sam Querrey           | 135               | 3R                |
| 2013    | 1. Rafael Nadal (2)      | 200               | S                 |
| 2013    | 2. John Isner            | 185               | 3R                |
| 2013    | 3. Juan Martín del Potro | 130               | 2R                |
| 2014    | 1. Milos Raonic          | 280 *             | AF                |
| 2014    | 2. John Isner            | 200 *             | 3R                |
| 2014    | 3. Roger Federer         | 170               | HF                |
| 2015    | 1. Andy Murray (2)       | 145               | AF                |
| 2015    | 2. Novak Đoković         | 140               | S                 |
| 2015    | 3. John Isner 9          | 95                | AF                |
| 2016    | 1. Kei Nishikori         | 85                | HF                |
| 2016    | 2. Grigor Dimitrow 10    | 70                | AF                |
| 2016    | 3. Milos Raonic          | 70                | 2R                |
| ab 2017 | nicht ausgespielt        | nicht ausgespielt | nicht ausgespielt |

| Jahr    | Spielerin                | Punkte            | US Open           |
| ------- | ------------------------ | ----------------- | ----------------- |
| 2004    | 1. Lindsay Davenport 1   | 100               | HF                |
| 2004    | 2. Amélie Mauresmo       | 100               | VF                |
| 2004    | 3. Jelena Lichowzewa     | 70                | 1R                |
| 2005    | 1. Kim Clijsters         | 225               | S                 |
| 2005    | 2. Mary Pierce           | 100               | F                 |
| 2005    | 3. Amélie Mauresmo       | 80                | VF                |
| 2006    | 1. Ana Ivanović          | 127               | 3R                |
| 2006    | 2. Marija Scharapowa     | 122               | S                 |
| 2006    | 3. Kim Clijsters         | 120               | –                 |
| 2007    | 1. Marija Scharapowa     | 122               | 3R                |
| 2007    | 2. Jelena Janković       | 107               | VF                |
| 2007    | 3. Patty Schnyder 3      | 97                | 3R                |
| 2008    | 1. Dinara Safina         | 170               | HF                |
| 2008    | 2. Marion Bartoli        | 90                | AF                |
| 2008    | 3. Dominika Cibulková    | 85                | 3R                |
| 2009    | 1. Jelena Dementjewa     | 170               | 2R                |
| 2009    | 2. Flavia Pennetta 5     | 140               | VF                |
| 2009    | 3. Jelena Janković       | 140               | 2R                |
| 2010    | 1. Caroline Wozniacki    | 185               | HF                |
| 2010    | 2. Kim Clijsters         | 125               | S                 |
| 2010    | 3. Swetlana Kusnezowa 7  | 115               | AF                |
| 2011    | 1. Serena Williams       | 170               | F                 |
| 2011    | 2. Agnieszka Radwańska 8 | 130               | 2R                |
| 2011    | 3. Marija Scharapowa     | 130               | 3R                |
| 2012    | 1. Petra Kvitová         | 215               | AF                |
| 2012    | 2. Li Na                 | 170               | 3R                |
| 2012    | 3. Dominika Cibulková    | 100               | 3R                |
| 2013    | 1. Serena Williams (2)   | 170               | S                 |
| 2013    | 2. Wiktoryja Asaranka    | 145               | F                 |
| 2013    | 3. Agnieszka Radwańska   | 130               | AF                |
| 2014    | 1. Serena Williams (3)   | 430 *             | S                 |
| 2014    | 2. Angelique Kerber      | 150 *             | 3R                |
| 2014    | 3. Agnieszka Radwańska   | 125               | 2R                |
| 2015    | 1. Karolína Plíšková     | 150 *             | 1R                |
| 2015    | 2. Serena Williams       | 145               | HF                |
| 2015    | 3. Simona Halep          | 140               | HF                |
| 2016    | 1. Agnieszka Radwańska   | 200               | AF                |
| 2016    | 2. Johanna Konta         | 200               | AF                |
| 2016    | 3. Simona Halep          | 145               | VF                |
| ab 2017 | nicht ausgespielt        | nicht ausgespielt | nicht ausgespielt |

## Preisgelder
Die drei besten Spieler und Spielerinnen der US Open Series erhalten je nach Abschneiden bei den US Open folgendes Bonus-Preisgeld:
|          | Bonus-Preisgelder bei den US Open | Bonus-Preisgelder bei den US Open | Bonus-Preisgelder bei den US Open | Bonus-Preisgelder bei den US Open | Bonus-Preisgelder bei den US Open | Bonus-Preisgelder bei den US Open | Bonus-Preisgelder bei den US Open | Bonus-Preisgelder bei den US Open |
| -------- | --------------------------------- | --------------------------------- | --------------------------------- | --------------------------------- | --------------------------------- | --------------------------------- | --------------------------------- | --------------------------------- |
| Sieg     | Finale                            | Halbfinale                        | Viertelfinale                     | Achtelfinale                      | 3. Runde                          | 2. Runde                          | 1. Runde                          |                                   |
| 1. Platz | $ 1.000.000                       | $ 500.000                         | $ 250.000                         | $ 125.000                         | $ 70.000                          | $ 40.000                          | $ 25.000                          | $ 15.000                          |
| 2. Platz | $ 500.000                         | $ 250.000                         | $ 125.000                         | $ 62.500                          | $ 35.000                          | $ 20.000                          | $ 12.500                          | $ 7.500                           |
| 3. Platz | $ 250.000                         | $ 125.000                         | $ 62.500                          | $ 31.250                          | $ 17.500                          | $ 10.000                          | $ 6.250                           | $ 3.750                           |

## Turniersieger

### Herren
|      | Los Angeles          | Los Angeles  | Indianapolis          | Indianapolis | Washington                | Washington | Montreal/Toronto     | Montreal/Toronto | Cincinnati           | Cincinnati | New Haven             | New Haven     |
| ---- | -------------------- | ------------ | --------------------- | ------------ | ------------------------- | ---------- | -------------------- | ---------------- | -------------------- | ---------- | --------------------- | ------------- |
| 2004 | Tommy Haas           |              | Andy Roddick          |              | Lleyton Hewitt            |            | Roger Federer        |                  | Andre Agassi         |            | nicht ausgetragen     |               |
| 2005 | Andre Agassi (2)     |              | Robby Ginepri         |              | Andy Roddick (2)          |            | Rafael Nadal         |                  | Roger Federer (2)    |            | James Blake           |               |
| 2006 | Tommy Haas (2)       |              | James Blake (2)       |              | Arnaud Clément            |            | Roger Federer (3)    |                  | Andy Roddick (3)     |            | Nikolai Dawydenko     |               |
| 2007 | Radek Štěpánek       |              | Dmitri Tursunow       |              | Andy Roddick (4)          |            | Novak Đoković        |                  | Roger Federer (4)    |            | James Blake (3)       |               |
|      | Indianapolis         | Indianapolis | Los Angeles           | Los Angeles  | Washington                | Washington | Montreal/Toronto     | Montreal/Toronto | Cincinnati           | Cincinnati | New Haven             | New Haven     |
| 2008 | Gilles Simon         | →            | Juan Martín del Potro | →            | Juan Martín del Potro (2) | →          | Rafael Nadal (2)     | →                | Andy Murray          | →          | Marin Čilić           | →             |
| 2009 | Robby Ginepri (2)    | →            | Sam Querrey           | →            | Juan Martín del Potro (3) | →          | Andy Murray (2)      | →                | Roger Federer (5)    | →          | Fernando Verdasco     | →             |
|      | Atlanta              | Atlanta      | Los Angeles           | Los Angeles  | Washington                | Washington | Montreal/Toronto     | Montreal/Toronto | Cincinnati           | Cincinnati | New Haven             | New Haven     |
| 2010 | Mardy Fish           | →            | Sam Querrey (2)       | →            | David Nalbandian          | →          | Andy Murray (3)      | →                | Roger Federer (6)    | →          | Serhij Stachowskyj    | →             |
|      | Atlanta              | Atlanta      | Los Angeles           | Los Angeles  | Washington                | Washington | Montreal/Toronto     | Montreal/Toronto | Cincinnati           | Cincinnati | Winston-Salem         | Winston-Salem |
| 2011 | Mardy Fish (2)       | →            | Ernests Gulbis        | →            | Radek Štěpánek (2)        | →          | Novak Đoković (2)    | →                | Andy Murray (4)      | →          | John Isner            | →             |
| 2012 | Andy Roddick (5)     | →            | Sam Querrey (3)       | →            | Oleksandr Dolhopolow      | →          | Novak Đoković (3)    | →                | Roger Federer (7)    | →          | John Isner (2)        | →             |
| 2013 | John Isner (3)       | →            | nicht ausgetragen     |              | Juan Martín del Potro (4) | →          | Rafael Nadal (3)     | →                | Rafael Nadal (4)     | →          | Jürgen Melzer         | →             |
| 2014 | John Isner (4)       | →            | nicht ausgetragen     |              | Milos Raonic              | →          | Jo-Wilfried Tsonga   | →                | Roger Federer (8)    | →          | Lukáš Rosol           | →             |
| 2015 | John Isner (5)       | →            | nicht ausgetragen     |              | nicht Teil der Serie      |            | Andy Murray (5)      | →                | Roger Federer (9)    | →          | Kevin Anderson        | →             |
| 2016 | Nick Kyrgios         | →            | nicht ausgetragen     |              | nicht Teil der Serie      |            | Novak Đoković (4)    | →                | Marin Čilić (2)      | →          | Pablo Carreño Busta   | →             |
| 2017 | John Isner (6)       | →            | nicht ausgetragen     |              | nicht Teil der Serie      |            | Alexander Zverev     | →                | Grigor Dimitrow      | →          | Roberto Bautista Agut | →             |
| 2018 | John Isner (7)       | →            | nicht ausgetragen     |              | nicht Teil der Serie      |            | Rafael Nadal (5)     | →                | Novak Đoković (5)    | →          | Daniil Medwedew       | →             |
| 2019 | Alex de Minaur       | →            | nicht ausgetragen     |              | Nick Kyrgios (2)          | →          | Rafael Nadal (6)     | →                | Daniil Medwedew (2)  | →          | Hubert Hurkacz        | →             |
|      | Newport              | Newport      | Atlanta               | Atlanta      | Washington                | Washington | Montreal/Toronto     | Montreal/Toronto | Cincinnati           | Cincinnati | Winston-Salem         | Winston-Salem |
| 2020 | ausgefallen          |              | ausgefallen           |              | ausgefallen               |            | ausgefallen          |                  | Novak Đoković (6)    | →          | ausgefallen           |               |
| 2021 | Kevin Anderson (2)   | →            | John Isner (8)        | →            | Jannik Sinner             | →          | Daniil Medwedew (3)  | →                | Alexander Zverev (2) | →          | Ilya Ivashka          | →             |
| 2022 | Maxime Cressy        | →            | Alex de Minaur (2)    | →            | Nick Kyrgios (3)          | →          | nicht Teil der Serie |                  | Borna Ćorić          | →          | Adrian Mannarino      | →             |
| 2023 | Adrian Mannarino (2) | →            | Taylor Fritz          | →            | Daniel Evans              | →          | nicht Teil der Serie |                  | nicht Teil der Serie |            | Sebastián Báez        | →             |

### Damen
|      | Stanford               | Stanford    | San Diego               | San Diego          | Los Angeles            | Los Angeles      | Montreal/Toronto        | Montreal/Toronto | New Haven              | New Haven |
| ---- | ---------------------- | ----------- | ----------------------- | ------------------ | ---------------------- | ---------------- | ----------------------- | ---------------- | ---------------------- | --------- |
| 2004 | Lindsay Davenport      | →           | nicht Teil der Serie 1  |                    | Lindsay Davenport (2)  | →                | Amélie Mauresmo         | →                | Jelena Bowina          | →         |
| 2005 | Kim Clijsters          | →           | Mary Pierce             | →                  | Kim Clijsters (2)      | →                | Kim Clijsters (3)       | →                | Lindsay Davenport (3)  | →         |
| 2006 | Kim Clijsters (4)      | →           | Marija Scharapowa       | →                  | Jelena Dementjewa      | →                | Ana Ivanović            | →                | Justine Henin-Hardenne | →         |
| 2007 | Anna Tschakwetadse     | →           | Marija Scharapowa (2)   | →                  | Ana Ivanović (2)       | →                | Justine Henin (2)       | →                | Swetlana Kusnezowa     | →         |
|      | Stanford               | Stanford    | Los Angeles             | Los Angeles        | Montreal/Toronto       | Montreal/Toronto | New Haven               | New Haven        |                        |           |
| 2008 | Aleksandra Wozniak     | →           | Dinara Safina           | →                  | Dinara Safina (2)      | →                | Caroline Wozniacki      | →                |                        |           |
|      | Stanford               | Stanford    | Los Angeles             | Los Angeles        | Cincinnati             | Cincinnati       | Montreal/Toronto        | Montreal/Toronto | New Haven              | New Haven |
| 2009 | Marion Bartoli         | →           | Flavia Pennetta         | →                  | Jelena Janković        | →                | Jelena Dementjewa (2)   | →                | Caroline Wozniacki (2) | →         |
|      | Stanford               | Stanford    | San Diego               | San Diego          | Cincinnati             | Cincinnati       | Montreal/Toronto        | Montreal/Toronto | New Haven              | New Haven |
| 2010 | Wiktoryja Asaranka     | →           | Swetlana Kusnezowa (2)  | →                  | Kim Clijsters (5)      | →                | Caroline Wozniacki (3)  | →                | Caroline Wozniacki (4) | →         |
|      | Stanford               | Stanford    | San Diego/Carlsbad      | San Diego/Carlsbad | Montreal/Toronto       | Montreal/Toronto | Cincinnati              | Cincinnati       | New Haven              | New Haven |
| 2011 | Serena Williams        | →           | Agnieszka Radwańska     | →                  | Serena Williams (2)    | →                | Marija Scharapowa (3)   | →                | Caroline Wozniacki (5) | →         |
| 2012 | Serena Williams (3)    | →           | Dominika Cibulková      | →                  | Petra Kvitová          | →                | Li Na                   | →                | Petra Kvitová (2)      | →         |
| 2013 | Dominika Cibulková (2) | →           | Samantha Stosur         | →                  | Serena Williams (4)    | →                | Wiktoryja Asaranka (2)  | →                | Simona Halep           | →         |
|      | Stanford               | Stanford    | Montreal/Toronto        | Montreal/Toronto   | Cincinnati             | Cincinnati       | New Haven               | New Haven        |                        |           |
| 2014 | Serena Williams (5)    | →           | Agnieszka Radwańska (2) | →                  | Serena Williams (6)    | →                | Petra Kvitová (3)       | →                |                        |           |
| 2015 | Angelique Kerber       | →           | Belinda Bencic          | →                  | Serena Williams (7)    | →                | Petra Kvitová (4)       | →                |                        |           |
| 2016 | Johanna Konta          | →           | Simona Halep            | →                  | Karolína Plíšková      | →                | Agnieszka Radwańska (3) | →                |                        |           |
| 2017 | Madison Keys           | →           | Elina Switolina         | →                  | Garbiñe Muguruza       | →                | Daria Gavrilova         | →                |                        |           |
|      | San José               | San José    | Montreal/Toronto        | Montreal/Toronto   | Cincinnati             | Cincinnati       | New Haven               | New Haven        |                        |           |
| 2018 | Mihaela Buzărnescu     | →           | Simona Halep (2)        | →                  | Kiki Bertens           | →                | Aryna Sabalenka         | →                |                        |           |
| 2019 | Zheng Saisai           | →           | Bianca Andreescu        | →                  | Madison Keys (2)       | →                |                         |                  |                        |           |
| 2020 | ausgefallen            | ausgefallen | ausgefallen             | ausgefallen        | Wiktoryja Asaranka (3) | →                |                         |                  |                        |           |
|      | San José               | San José    | Montreal/Toronto        | Montreal/Toronto   | Cincinnati             | Cincinnati       | Cleveland               | Cleveland        |                        |           |
| 2021 | Danielle Collins       | →           | Camila Giorgi           | →                  | Ashleigh Barty         | →                | Anett Kontaveit         | →                |                        |           |
|      | San José               | San José    | Washington              | Washington         | Cincinnati             | Cincinnati       | Cleveland               | Cleveland        |                        |           |
| 2022 | Darja Kassatkina       | →           | nicht Teil der Serie    |                    | Caroline Garcia        | →                | Ljudmila Samsonowa      | →                |                        |           |
| 2023 | nicht Teil der Serie   |             | Coco Gauff              | →                  | nicht Teil der Serie   |                  | Sara Sorribes Tormo     | →                |                        |           |

## Rekorde
Meiste Gesamtsiege
- Herren: 2 –  Andy Roddick (2005, 2006),  Rafael Nadal (2008, 2013),  Andy Murray (2010, 2015).
- Damen: 3 –  Serena Williams (2011, 2013, 2014).

Höchste Gesamtpunktzahl
Auf Punktesystem 2014 umgerechnet:
- Herren: 460 –  Mardy Fish (2011).
- Damen: 530 –  Kim Clijsters (2005).

Meiste Turniersiege
- Herren: 9 –  Roger Federer.
- Damen: 7 –  Serena Williams.

Meiste Turniersiege in einem Jahr
- Herren: 2 –  Juan Martín del Potro (2008),  Rafael Nadal (2013).
- Damen: 3 –  Kim Clijsters (2005).

Gesamtsieger der US Open Series und Sieger der US Open im selben Jahr
- Herren:  Roger Federer (2007),  Rafael Nadal (2013).
- Damen:  Kim Clijsters (2005),  Serena Williams (2; 2013, 2014).